# Renate Bauwe
Renate Bauwe (* 1941 in Merseburg; auch Renate Bauwe-Radna) ist eine deutsche Mongolistin.

## Leben
Renate Bauwe studierte in den 1960er Jahren in Ost-Berlin und Ulaanbaatar Mongolistik und Sinologie. Danach lehrte sie drei Jahrzehnte mongolische Sprache und Literatur an der Sektion Asien- und Afrikawissenschaften der Humboldt-Universität, Berlin. Während dieser Zeit reiste sie im Rahmen ihrer wissenschaftlichen Arbeit als Dolmetscherin und als Übersetzerin mongolischer Literatur häufig in die Mongolei.
Seit sie infolge der Umstrukturierung ihrer Universität und ihres Fachgebiets Ende der 1990er Jahre ihre Lehrtätigkeit aufgeben musste, arbeitete sie freiberuflich als Gutachterin – vornehmlich auf dem Gebiet der mongolischen Sprache und Literatur.

## Publikationen
- Renate Bauwe-Radna (Hrsg.): Erkundungen. 20 mongolische Erzählungen. (Ost-)Berlin 1976. Der erste in deutscher Sprache herausgegebene Prosaband aus der modernen mongolischen Literatur mit Erzählungen von 1929 bis 1972. In ihm sind auch alle bedeutenden mongolischen Erzähler der ersten beiden Generationen nach 1921 vertreten.
- Sengiin Erdene: Sonnenkraniche (Erzählungen). (Ost-)Berlin 1979 (Übersetzung: Renate Bauwe). Der erste Erzählungsband des meistübersetzten mongolischen Prosaautors in deutscher Sprache.
- Renate  Bauwe: Mongolische Literatur. In: BI-Lexikon Ostasiatische Literaturen. Leipzig 1985. Mit 29 Personen-, Werk- und Sachartikeln.
- Renate  Bauwe, Fritz Gruner: Nationale Traditionen der Literatur und Probleme ihrer Verarbeitung bei der Schaffung einer sozialistischen Literatur in der Mongolei und in China. In: asien, afrika, lateinamerika. (Ost-)Berlin, Heft 13 (1985)
- Schagdardshawyn Nazagdordsh: Mandchai die Kluge. (Ost-)Berlin 1988. (Übersetzung: Renate Bauwe). Der Roman führt in das 15. Jahrhundert, in eine Zeit, in der die Nachkommen Tschinggis Chaans ihre letzten erfolgreichen Versuche unternahmen, das Stammland der Mongolen zusammenzuhalten.[2]
- Renate Bauwe, D.: Das verschmähte Mädchen. In: Kindlers neues Literatur-Lexikon. Ergänzungsband 1, München 1998
- Renate Bauwe, M., Der Vater, in: Kindlers neues Literatur-Lexikon. Ergänzungsband 2, München 1998
- Renate Bauwe: Auf der Suche nach neuen Werten. Mongolische Literatur in der Umorientierung. In: Mongolische Notizen. Mitteilungen der Deutsch-Mongolischen Gesellschaft e. V. (Bonn). Nr. 4/1995. Zur gesellschaftlich-literarischen Entwicklung nach 1990.
- Sengiin Erdene: Die Frau des Jägers, Das Ende des Serüün-Tempels. Übersetzt und herausgegeben von Renate Bauwe. Books on Demand, 2009, ISBN 978-3-8370-3844-6